# Tubería

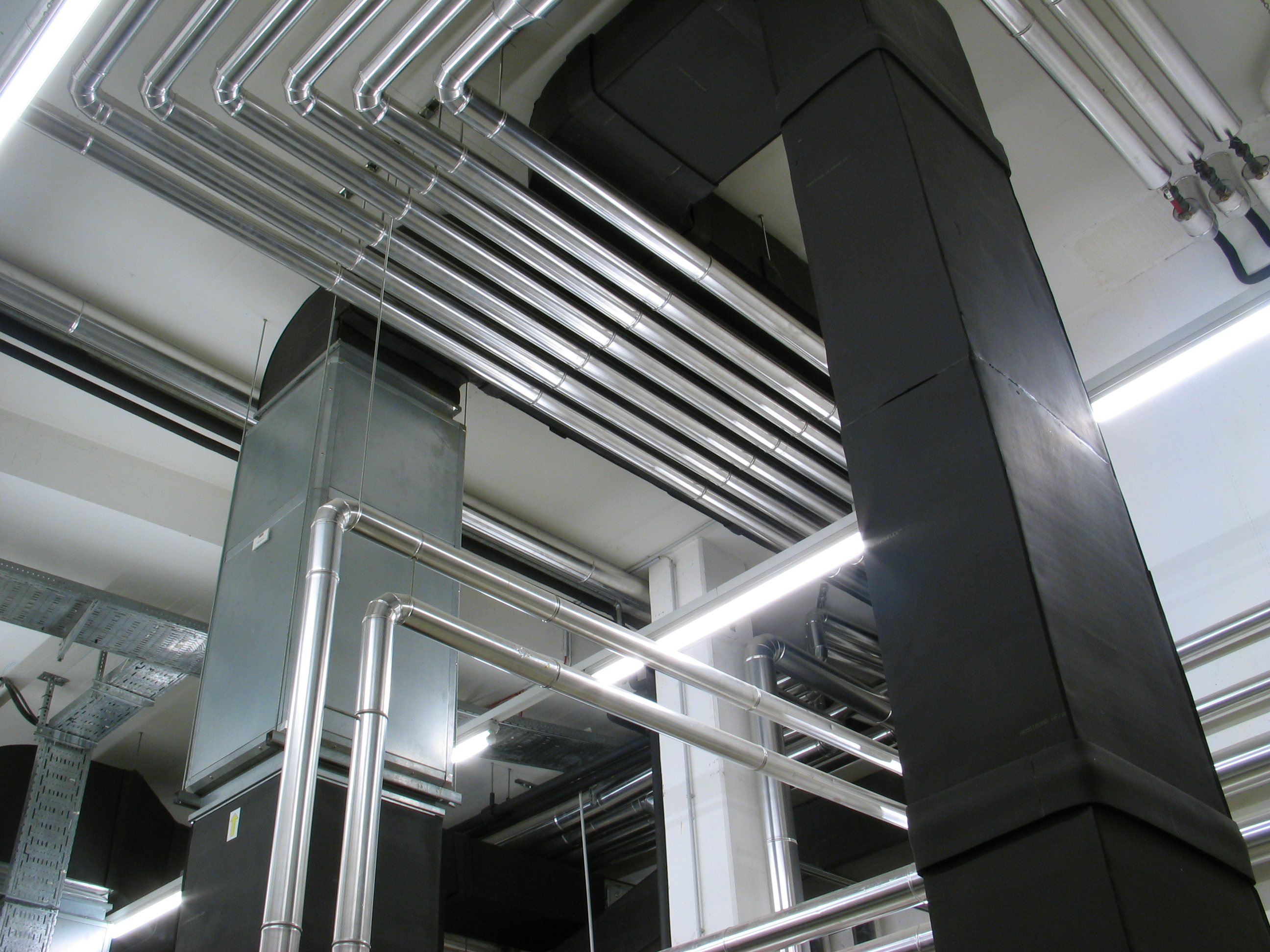
Cañerías en una sala de calderas.

Una tubería o cañería  consta de un conducto cuyas funciones son el transporte y la distribución de agua u otro tipo de fluidos —ya sean líquidos o gaseosos— para su aprovechamiento. Está formada por tubos o caños que se suelen elaborar con materiales muy diversos. También puede servir para transportar materiales que, si bien no son propiamente un fluido, se adecuan a este sistema, tales como: hormigón, cemento, cereales, documentos encapsulados, etcétera.
En el lenguaje común, las palabras tubo y tubería' suelen ser intercambiables, pero en la industria y la ingeniería, los términos tienen una definición única. Dependiendo de la norma aplicable a su fabricación, los tubos se especifican generalmente por un diámetro nominal con un diámetro exterior (DE) constante y un esquema que define el espesor.  Las tuberías suelen especificarse por el diámetro exterior y el grosor de la pared, pero pueden especificarse por dos valores cualesquiera de diámetro exterior, diámetro interior (DI) y grosor de la pared. Por lo general, los tubos se fabrican conforme a una de las diversas normas industriales nacionales e internacionales. Aunque existen normas similares para tubos de aplicaciones industriales específicas, los tubos suelen fabricarse con tamaños personalizados y una gama más amplia de diámetros y tolerancias. Existen muchas normas industriales y gubernamentales para la producción de tubos y tuberías. El término "tubo" también se aplica comúnmente a secciones no cilíndricas, es decir, tubos cuadrados o rectangulares. En general, "tubo" es el término más común en la mayor parte del mundo, mientras que "tubería" se utiliza más en Estados Unidos.

## Denominaciones
Debe distinguirse entre el término tubería, que en general designa las conducciones de sección circular y los conductos que pueden tener otras secciones y que no son propiamente tuberías.[cita requerida]
A menudo, cuando se trata de tuberías de una instalación de suministro de agua con tubería de acero galvanizado, se llaman cañerías. Se debe a que hubo antiguas instalaciones que se hicieron con cañas y de ahí que quedase ese término para las tuberías fabricadas más antiguas: las de acero, y su conjunto recibió el nombre de cañería.[cita requerida]
Cuando el líquido transportado es petróleo, se utiliza el vocablo «oleoducto». Cuando el fluido transportado es gas, se utiliza el término gasoducto o gaseoducto.

## Materiales
Las cañerías se fabrican a partir de diversos materiales en función de consideraciones técnicas y económicas. Suele usarse: el hierro fundido, el acero, el latón, el cobre, el plomo, el hormigón, el polipropileno, el poliéster reforzado con fibra de vidrio (PRFV), el PVC y el termoplástico polietileno de densidad alta (PEAD).

### Acero
Hay tres métodos de fabricación de tuberías de acero:
1. Acero estirado o sin costura (sin soldadura). La tubería es un lingote cilíndrico que se calienta en un horno antes de la extrusión. En la extrusión se hace pasar por un dado cilíndrico y posteriormente se hace el agujero mediante un penetrador. La tubería sin costura es la mejor para soportar la presión gracias a su homogeneidad en todas sus direcciones. Además, es la forma más común de fabricación y por tanto la más comercial.
2. Con costura longitudinal. Se parte de una lámina de chapa, la cual se dobla para darle forma a la tubería. La soldadura que une los extremos de la chapa doblada cierra el cilindro. Por tanto, es una soldadura recta que sigue toda una generatriz. Variando la separación entre los rodillos se obtienen diferentes curvas y con ello diferentes diámetros de tubería. Esta soldadura será la parte más débil de la tubería y marcará la tensión máxima admisible.
3. Con soldadura helicoidal (o en espiral). La metodología es la misma que el punto anterior, con la salvedad de que la soldadura no es recta sino que recorre la tubería siguiendo la tubería como si fuese roscada.

#### Acero galvanizado
La tubería de acero galvanizado es una tubería de acero (estirado o con soldadura), como en el caso anterior, pero a la que se ha sometido a un proceso de galvanizado interior y exteriormente. El galvanizado se aplica después de formado el tubo. Al igual que la de acero al carbón, se dobla la placa a los diámetros que se requiera. Existen con costura y sin costura y se utiliza para transportar agua potable, gases o aceites. No deben utilizarse con fluidos a temperaturas superiores a 70 °C, puesto que a estas temperaturas se destruye el galvanizado.

### Hierro fundido
Una tubería de hierro fundido se fabrica mediante una colada en un molde o mediante inyección del hierro fundido en un proceso llamado fundición, en el cual la tubería sale sin costura. La ventaja de este sistema es que las tuberías tienen gran durabilidad y resistencia al uso. Por el contrario, son más frágiles ante los golpes y está sujeto a la corrosión si se usa con una corriente de agua altamente oxigenada.

### Cobre
El tubo de cobre es uno de los productos no férricos más versátiles: es óptimo para las instalaciones de fontanería, gas y calefacción en los hogares, por su facilidad de instalación (corte, soldadura). Además, es un material utilizado en muy distintas aplicaciones industriales, como son la conducción de fluidos y el sector de la energía sostenible.

### Fibrocemento
Las tuberías de fibrocemento comenzaron a utilizarse en las primeras décadas del 1900, y hasta la década de 1960-1970 se utilizó ampliamente tanto en sistemas de abastecimiento de agua potable como en sistemas de riego por presión.
En Europa, a partir de la década de 1980 su uso empieza a decaer y para la de 1990 se comienza a prohibir en algunos países europeos; en España se prohíbe su uso y comercialización a partir de junio de 2002, ya que la exposición frecuente al amianto, por medio de la inhalación de sus pequeñas fibras, podría ocasionar enfermedades irreversibles, como la asbestosis y el cáncer de pulmón. Al 2010, la mayoría de los organismos financiadores multilaterales tenían prohibido su uso.

### Gres
Las tuberías de gres son fabricadas de una mezcla de arcillas que se han formado, secado y quemado hasta un punto que formen el material vitrificado, un material de estructura densa, dura, impermeable, y resistente a los ácidos y alcalinos.

#### Ventajas
- Los tubos de gres, sobre todo los vitrificados, son muy resistentes a la abrasión, y al ataque de muchas sustancias químicas.

#### Inconvenientes
- Los tramos de tubos son cortos, y generalmente no superan una longitud de un metro, lo que incrementa el número de uniones y, consecuentemente, aumenta el peligro de fugas.

### Hormigón
La tubería de cemento, hormigón u hormigón armado es eficaz, económica y ecológica para redes hidráulicas que trabajan en régimen libre o en baja presión. La experiencia en su utilización es amplia, ya que el uso del hormigón como material de construcción es muy antiguo y ha tenido, a lo largo del tiempo, muchas modificaciones, tanto en la composición de los materiales utilizados para el hormigón como en los procedimientos constructivos.
Los tubos de hormigón pueden ser de:
- hormigón centrifugado
- hormigón armado
- hormigón pretensado

Evidentemente las tuberías de hormigón, como todas las otras tuberías, tienen ventajas e inconvenientes; los principales son:

#### Ventajas
- Los tubos de hormigón pueden ser construidos en lugares próximos al lugar donde serán empleados, con parte de los materiales encontrados en el lugar.
- Los procedimientos constructivos son relativamente simples.
- Pueden construirse en una gama de dimensiones muy amplia.
- Son relativamente fáciles de instalar.
- Una de las ventajas diferenciales del tubo de hormigón armado es que permite adecuar el tubo a las cargas del terreno y sobrecargas externas a que en cada posición del trazado esté sometida la tubería, y la resistencia de la tubería puede adaptarse a las circunstancias reales a que vaya a estar sometida.

#### Inconvenientes
- Son susceptibles a la corrosión interna y externa, en presencia de sulfuros.[8]
- Exige un número considerable de juntas, lo que propicia las infiltraciones, ya sea desde adentro de la tubería, con lo cual puede contaminarse el suelo, o desde el externo del tubo, lo que produce un incremento del caudal transportado.

### Materiales plásticos
Son cañerías que se pueden utilizar en los hogares, y sirve para suministrar o drenar fluidos, como son los desechos de todo tipo y agua, también como tubería de ventilación.
Entre los diferentes tipos de tubería de plástico, se encuentran las que han sido manufacturadas con PVC, y son utilizadas para suministrar y drenar agua. En muchos países, las tuberías de PVC representan la mayoría de los materiales de tubería utilizados en aplicaciones municipales enterradas para distribución de agua potable y redes de aguas residuales.
Como son de un material inflamable no son aptas para contener líquidos que se demuestran con temperaturas muy altas.
La diversidad de usos que puedes dar a este tipo de tubería es amplio, porque su diámetro es similar al de las tuberías de cobre.

## Aplicaciones

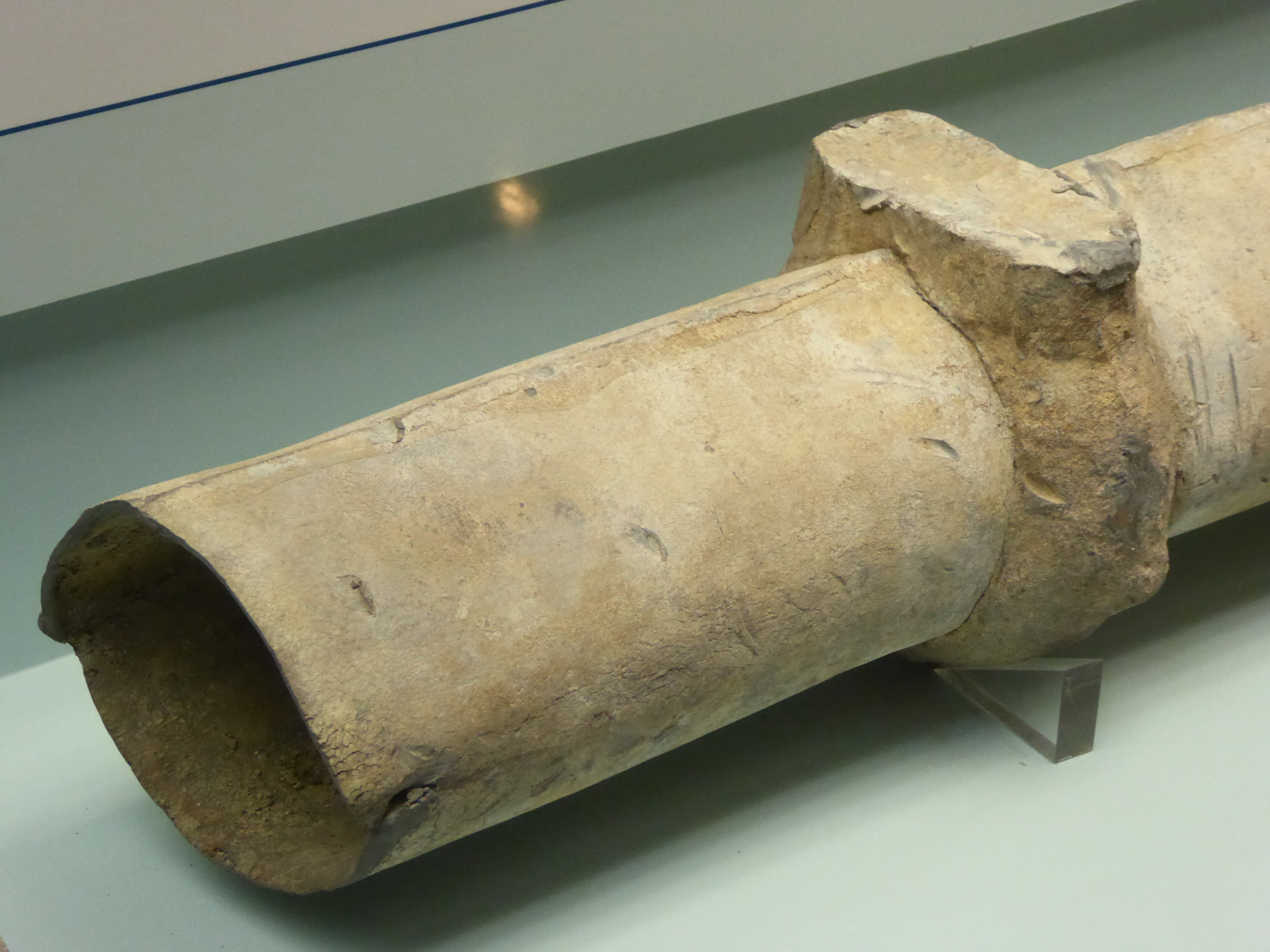
Tubería de plomo procedente de la antigua Caesaraugusta

### Sistemas de abastecimiento de agua
Los materiales más comunes con los que se fabrican tubos para la conducción de agua son: PRFV, cobre, PVC, polipropileno, polietileno (PEAD), acero y hierro dúctil (ISO-2531)（GB/T13295-2008）.
Hasta la década de 1960-1970 eran muy utilizadas las tuberías de fibrocemento. Se dejaron de utilizar al hacerse cada vez más evidentes las propiedades cancerígenas del asbesto que se utilizaba en la fabricación del fibrocemento. Actualmente ya casi no se utiliza el fibrocemento, y las redes construidas con este material se han ido sustituyendo paulatinamente por otros materiales.
Entre los sistemas de abastecimiento de agua, está el abastecimiento a los sistemas de protección de incendios, tanto para llevar agua a las bocas equipadas (BIE) y a las no equipadas (hidrantes de incendio) como a los sistemas de rociadores que se abren cuando la temperatura supera cierto nivel, dejando pasar el agua para apagar incendios.

### Desagües
Los materiales más comunes para el desalojo de aguas servidas son: PRFV, hierro fundido, PVC, hormigón o fibrocemento. Hasta la década de 1950-1960 se utilizaban tubos de desagüe en plomo. Tras numerosos estudios sobre su peligrosidad para la salud, hizo que las tuberías de plomo se catalogaran como no aptas, lo que provocó la caída de su uso a pesar del bajo mantenimiento que requerían.
Los nuevos materiales que están reemplazando a los tradicionales son: el PRFV (poliéster reforzado con fibra de vidrio), el PEAD (polietileno de alta densidad) y el PP (polipropileno).

### Gas
Suelen ser de cobre o acero (dúctil o laminar, según las presiones aplicadas), según el tipo de instalación, aunque si son de un material metálico es necesario realizar una conexión a la red de toma de tierra. También se están comenzando a elaborar de PRFV, politicen reforzado con fibra de vidrio. en el caso de tuberías de conducción con requerimientos térmicos y mecánicos menos exigentes; además, soportan altas presiones.

### Calefacción, climatización
Tradicionalmente se ha usado el acero negro, el más adecuado para radiadores de ese material o de fundición. Actualmente se usa el cobre, material muy usado en las instalaciones nuevas, pero da problemas por contacto con otros metales en presencia de agua (corrosiones) especialmente con emisores de aluminio (muy corrosible), por lo que también se utilizan tuberías de material plástico. No deben emplearse tuberías galvanizadas porque el agua, a temperaturas superiores a 60 °C, destruye la protección de zinc.
En redes enterradas se emplea tubería preaislada.

### Uso industrial

#### Energía
En el transporte de vapor de alta energía se emplea acero aleado con cromo y molibdeno.
Para grandes caudales de agua (refrigeración) se emplea poliéster reforzado con fibra de vidrio (PRFV-hasta DN3200), hierro fundido dúctil (hasta 2m de diámetro) o acero al carbono. En el caso de la última, la tubería se fabrica a partir de chapa doblada que posteriormente es soldada (tubería con costura).
En el ámbito de la producción de energía hidráulica se llama tubería forzada.

#### Petroquímica
Dada la variedad de productos transportados se encuentran materiales muy distintos para atender a las necesidades de corrosión, temperatura y presión. Cabe reseñar materiales como el PRFV, Monel o el Inconel para productos muy corrosivos.

#### Transporte
Transporte por tubería se construye para facilitar el transporte de agua, petroquímica, gases, u otras a distancias largas o en veces cercanos.  La necesidad constante del recurso transportado determina la necesidad de transportar por tubería, cuando es más eficaz que el transporte por barco, carril, o camiones dado al terreno o faltas de carreteras.

## Códigos internacionales
A continuación se enumeran algunos códigos que contemplan el diseño de sistemas de tuberías.

### ISO/EN/ASME/ANSI
- ASME B31.1 - Tuberías en plantas de generación
- ASME B31.3 - Plantas de proceso
- ASME B31.4 - Transporte de hidrocarburos líquidos, gas petrolero, Andhydroys Anmonia y Alcoholes
- ASME B31.5 - Tuberías para refrigeración
- ASME B31.8 - Conducciones de gas
- ASME B31.9 - Tuberías para edificios de servicios
- ISO2531 - Tubos, racores y accesorios de fundición dúctil y sus uniones para la aplicación de agua o gas
- ISO8179 - Tubos de fundición dúctil – Revestimiento exterior de zinc y capa de acabado

Parte I – Cinc Metálico con Capa de Acabado
Parte II – Pintura de Cinc Rico con Capa de Acabado

### EURO CÓDIGO
- EN 13480 Tuberías industriales metálicas
- EN 10255 Tamaño de tubería
- EN 545-2010 Tubos, racores y accesorios de fundición dúctil y sus uniones para canalizaciones de agua – Requisitos y métodos de ensayo